# Escola natural
L'escola natural o l'educació natural és un ventall de filosofies i pràctiques educatives centrades a permetre que els nens i nenes aprenguin mitjançant les seves experiències de la vida natural, incloent-hi les responsabilitats de la llar, la interacció social, l'experiència laboral, el joc dirigit pels nens i nenes... Així doncs, en l'educació natural, aquests estan a l'aire lliure el màxim de temps possible juntament amb el seu instructor i aprenen a través de l'experiència de la natura i l'observació, així com mitjançant l'aprenentatge, el qual ha de tenir lloc en espais naturals sense recórrer a la institució de l'escola. A més a més, aquest aprenentatge requereix l'abandonament de la forma i la funció de l'escola, tallant tots els vincles amb aquesta.
En l'educació natural no hi ha un pla d'estudis establert perquè cada nen i nena aprèn una matèria específica d'una manera particular, al seu propi ritme i en un moment determinat independentment dels seus interessos, necessitats, habilitats, capacitats, desenvolupament i personalitat personal. Així doncs, no hi ha la necessitat de planejar l'aprenentatge per avançat, ja que seria massa restrictiu. Aquesta educació ha de ser lliure del seu ésser, de les seves dimensions naturals, de les seves pròpies actituds i de ser només un element de les seves vivències, obtenint valuoses experiències pràctiques, comunitàries, espontànies i reals.
Jean-Jacques Rousseau va ser el precursor de l'educació natural. L'objectiu de Rousseau en educació és que els nens treguin les seves pròpies conclusions de les seves experiències personals en el seu propi temps. Ell va creure que aquesta era la intenció de la natura, ja que la naturalesa per si sola permet als nens desenvolupar-se en el seu propi temps sense l'ajuda externa dels adults.
El filòsof va dir "L'home neix lliure però a tot arreu està encadenat". Amb aquesta idea al cap, té sentit que el treball de Rousseau sobre el desenvolupament i l'educació infantil es concentri en l'educació natural, lliure d'influències socials.
Rousseau va argumentar que l'educació ha de ser individualitzada, satisfent les curiositats naturals i el nivell de desenvolupament de cada persona. A més, l'observació constant de les habilitats i interessos de l'individu és esencial.
Altres pensadors que van parlar sobre l'educació natural i el seu sistema educatiu són: Maria Montessori, Ellen Key, Rosa Agazzi, Carolina Agazzi, Célestin Freinet, entre d'altres.

## Origen
L'educació natural sorgeix principalment del pensament de Jean-Jacques Rousseau. Rousseau (1712-1778) és el pare d'una pedagogia de “deixar fer”. Defensa que la pràctica educativa implica actuar al contrari del que imposen les costums instituïdes per la societat, ja que “l'ésser humà és bo per naturalesa i és corromput per la influència nefasta de la societat” (del que es fa, el que es pensa o el que es diu). Per això, sorgeix el terme d'educació negativa. L'educació negativa doncs, és la ruptura de l'ordre social establert, ja que l'home natural es transforma a partir de l'entrada en societat. Aquesta educació està centrada a la voluntat i els desitjos del nen i nena, ja que la voluntat de l'alumne i de l'alumna no ha de ser una situació de frustració, sinó una situació satisfactòria i que li produeixi un plaer permanent. El filòsof fa esment d'uns instruments amb els quals l'educació negativa pot produir-se. Un d'ells és l'educació natural.
L'obra principal de Rousseau és Emili, o De l'educació, escrita l'any 1762. És un tractat d'educació que descriu a un nen fictici, l'Émile, al qual cria i ensenya segons el que ell creu que és el pla de la natura per al desenvolupament del nen i nena. Rousseau creia que l'educació es du a terme de manera natural, a través de les experiències quotidianes.
L'educació natural tracta de formar individus i individues capaços i capaces de viure totes les condicions humanes a partir de desnaturalitzar-se socialment. Això s'aconsegueix a través d'estar en contacte amb la natura, perquè la natura és el camí cap a la verdadera felicitat i saviesa. L'estat natural té la funció de ser un sistema on els i les alumnes desenvolupen una acció experimental on s'admet el dret de l'error i on l'únic hàbit que s'ha d'aprendre és deixar que els nens i nenes no adquireixin cap hàbit. En aquest estat els nens i nenes tenen autonomia en el seu propi aprenentatge, és a dir, cada individu i individua és responsable del seu futur.
La intervenció de l'educador o educadora és despertar els desitjos dels seuls i de les seves alumnes i permetre la seva lliure expressió. No ha de donar instruccions, sinó que ha de proporcionar que ells mateixos prenguin les seves pròpies decisions, ja que en l'educació natural predomina la llibertat dels alumnes i a més a més, cada individu la porta adquirida des de la seva naixença. Tot i així, pot estar modificada, ja que l'ésser humà passa per tres períodes durant la seva vida. En primer lloc, passa per la infància (dels 0 a 12 anys) on l'infant desenvolupa les seves principals actituds. En segon lloc, l'etapa d'adolescència (dels 12 a 15 anys) on adquireix el seu major aprenentatge. I per acabar, entra a l'etapa adulta (des dels 15 fins al matrimoni) on és capaç de jutjar i establir relacions entre les coses a partir de la imaginació.

## Escola del Bosc
L'Escola del Bosc va sorgir a principis del segle xx després d'un Primer Congrés Espanyol d'Higiene Escolar, ja que comencen a sorgir certes escoles a l'aire lliure amb la finalitat de millorar la salut dels infants que tinguessin facilitat o tendència de patir malalties i que per això els era impossible assistir a l'escola de manera gradual. Aquests centres, sempre estaven localitzats en entorns naturals i amb programes i horaris més flexibles, per tal d'establir el contacte diari amb el sol i l'aire pur dels boscos, fet que els ajuda a prevenir malalties i, al mateix temps, a enriquir i desenvolupar-se en l'àmbit educatiu i maduratiu.
Una de les autores amb més ressò de la geografia catalana pel que fa a la pedagogia, és la Rosa Sensat.
Per ella, “la natura és l'ambient més adequat per l'evolució de l'infant i per tant, cal apropar-los al medi natural i d'aquesta manera donar-los a conèixer i que li siguin propis els espais lliures, jardins i terreny de cultiu”.
A partir d'aquí, es crea l'Escola de Bosc de Montjuïc, de Barcelona, la qual va ser la primera de les anomenades “escoles a l'aire lliure” creades amb les finalitats terapèutiques i pedagògiques a Catalunya. Aquesta estava inspirada amb la de Waldschule de Charlottenburg. Va néixer amb la intenció d'oferir als nens i nenes de Barcelona amb problemes respiratoris i pertanyents a famílies de classe obrera una escola on poguessin gaudir d'un entorn més saludable. A més a més, es va crear perquè poguessin tenir un lloc sa i acollidor per poder aprendre. Així els professors i les professores també podien realitzar activitats de joc a l'aire lliure com un mètode d'educació ambiental.
Així doncs, l'autora Rosa Sensat es va convertir en la primera directora de l'Escola de Bosc de Montjuïc, alçant el seu objectiu a aconseguir una educació integral i autosuficient per als infants, tenint en compte el respecte per aquests i els seus interessos com el vitalisme, l'educació física, l'aire, la llum, el joc, la plàstica, la música i dutxar-se.
Rosa Sensat, tot i que només era directora, va ser la impulsora de tota una revolució pedagògica. L'ensenyament, inspirat pels nous corrents europeus de l'escola nova, per primer cop posava els infants en el centre del sistema educatiu, i es respectava la seva individualitat i els seus interessos. Aquests deixaven d'estar tancats en aules rebent una educació purament memorística, basada en la transmissió de contingut, i entraven en contacte directe amb la natura i l'entorn. A més a més, l'escola natura se centra en la relació per informar de la presa de decisions a múltiples escales.
La seva metodologia era utilitzar els fets quotidians per a ensenyar els continguts escolars, com per exemple: aplicar mètodes d'ensenyament innovadors, enfocaments dirigits per infants a la resolució de problemes, l'experimentació i la cooperació. Aquesta metodologia estava lluny dels àmbits acadèmics, en la que després s'anomenaria aprenentatge significatiu. Aquesta, pensava que la base de l'educació sorgia a les etapes d'infantil i primària i que per això era necessària una bona formació dels mestres, per tal de poder dotar a tots els alumnes amb les eines necessàries per a seguir aprenent i oferir així una educació integral.
A Espanya avui en dia existeixen un gran nombre de projectes d'educació infantil a l'aire lliure. L'any 2010 la “Iniciativa Bosquescuela” va presentar el primer model d'educació infantil a l'aire lliure. Segueixen els objectius que marca el currículum oficial, l'únic que canvia és que totes les activitats les realitzen a la naturalesa. La seva aula és a l'aire lliure. La naturalesa ofereix als infants uns recursos educatius il·limitats, com ara pedres, arbres, animals... A la naturalesa l'infant troba tot el que necessita per un desenvolupament saludable. El paper del mestre és acompanyar i garantir seguretat i benestar als infants, ja que ells mateixos es proposen els seus reptes amb més o menys obstacle i trien a què, amb qui i on jugar. Una particularitat d'educar a l'aire lliure és que els nens i nenes sempre estan en moviment, corren, escalen, caminen, salten... i això potencia el desenvolupament de la psicomotricitat. D'aquesta manera tenen il·lusió i motivació per descobrir el món que els envolta. Una característica d'aquestes escoles és que els nens i nenes estan barrejats per edats amb la finalitat que tots aprenguin de tots.
A la dècada dels anys 50, la idea es va introduir cap als països del nord d'Europa. L'any 1952, a Dinamarca, Ella Flatau, dedicava cada dia una part del seu temps per estar al bosc amb el seu fill i alguns nens del veïnat. El grup va anar creixent fins que els pares es van organitzar per crear el que seria la primera escola bosc infantil, anomenada Udeskoler. Un dels trets més característics és que totes les pràctiques canviaven d'ubicació. Utilitzaven diferents corrents pedagògics i oferirien als infants un entorn diferent de l'aula tradicional i això feia que la pràctica educativa fos més motivadora per ells. Aquestes escoles es van convertir en una part inclosa al pla d'estudis de l'educació infantil.
En la majoria dels casos, aquests infants arribaven a l'escola de primària amb grans habilitats socials, amb una gran capacitat per treballar en grup de manera eficaç, amb alta autoestima i amb una forta confiança en les seves capacitats.
Cinc anys més tard, el 1957, a Suècia es van crear les “Skogsmulle”. La principal promotora va ser Goesta Frohm amb la intenció de promoure l'aprenentatge sobre la natura, l'aigua, les muntanyes i la contaminació. “Skog” significa bosc, i “mulle” és un dels quatre personatges ficticis que Frohm va crear per ensenyar als nens coses de la natura.
A Noruega ja són més de 200 escoles I Ur och Skur, centres d'educació infantil a la naturalesa i prop d'una vintena ofereixen educació primària dins el mateix entorn natural.
A Alemanya les escoles bosc, ja existeixen des de l'any 1968. Van començar sent anomenades “waldkinderfarten” (jardí d'infància al bosc) fins als 6 anys, però els pares en veure tots els beneficis aportats als seus fills van ser els primers impulsors per crear les “waldchulen” escoles dels 6 als 12 anys. L'any 1993 el govern alemany les va reconèixer oficialment, incorporant-les al sistema de l'estat d'ajuda econòmica a les famílies. A partir d'aquest moment les “waldkindergarten” varen començar a expandir-se ràpidament per tot el país fins a arribar a unes 1500 l'any 2016.
A Gran Bretanya la idea d'aquestes escoles es va establir a partir que uns professionals van visitar escoles de bosc de Dinamarca. La manera de com treballaven va ser una motivació per a defensar la idea de l'educació a l'aire lliure basat en el joc i on el principal protagonista és l'infant. Ràpidament van poder veure els fruits d'aquesta iniciativa, ja que es van sorprendre de com els nens augmentaven la confiança en si mateixos i incrementaven la seva autoestima i creativitat.

## Altres autors

### Heike Freire
Heike Freire fa la reflexió que com més ens allunyem, físicament i emocionalment, de la resta d'éssers i de la naturalesa, més dificultats tenim per relacionar-nos i més ens tanquem en la nostra bombolla. Avui en dia, els infants disposen de temps per jugar a l'aire lliure envoltats de natura, però reparteixen el seu temps entre la consola i l'ordinador.
Com més ens tanquem en la nostra bombolla més existirà una manca de contacte directe amb persones, animals, plantes i minerals. Per la societat d'avui en dia, la natura s'ha convertit en un bé de consum; és més aviat una abstracció, fins i tot una atracció turística, que no una realitat.
Una característica dels primers anys de vida, és la manca de diferenciació entre el jo i els altres, això fa que els infants projectin les seves sensacions i emocions en animals i plantes. És a dir, podem potenciar un sentit de la connexió en la base emocional de conceptes ecològics. Com més exerceixin, en els seus primers anys, el moviment i els sentits, millors seran les seves capacitats intel·lectuals, emocionals, motores... després.
En la nostra cultura hi ha prejudicis contra la natura, ja que se sol veure com a perillosa i amenaçadora, però educar en la naturalesa es potencia la imaginació, la psicomotricitat fina i grossa, la creativitat, la interacció entre iguals, la resolució de problemes ... Tot això és essencial per a la seva vitalitat.
El contacte amb la natura és molt important, ja sigui per la salut física com pel seu aprenentatge, ja que incorporen coneixements que constitueixen les bases d'una memòria duradora.
Els nostres fills viuen desconnectats de la natura que els envolta mentre que, gràcies a la tecnologia, es relacionen amb animals i ecosistemes de l'altre costat del planeta. La societat ha de convertir els espais naturals en espais de joc, així seran espais d'ensenyament permanent, com el cas de les Skogsmulle escandinaves, les Waldkindergarten alemanyes o les Forestschools angleses i escoceses.

### Johann Heinrich Pestalozzi
Segons Johann Heinrich Pestalozzi, un infant està dotat amb totes les facultats de la naturalesa humana, però sense desenvolupar-ne cap d'elles. Durant el procés de l'educació es van despertant i desenvolupant cadascuna d'elles. A més a més, cap facultat de la naturalesa humana ha de ser tractada de la mateixa atenció i només la pràctica de la natura i l'exercici pot assegurar l'èxit.
La nutrició diària de l'amor i la fe de l'infant, desenvoluparà durant el seu temps tots els seus gèrmens. Aquest és obedient, actiu i discret abans que sigui ensenyat i a comprendre la naturalesa o el mèrit d'aquestes virtuts.
La naturalesa humana en la primera etapa de la vida, les experiències que se'ns presenten si les vivim d'una manera més intensa i amb un alt grau emocional, se'ns perduren per tota la vida. En canvi, les experiències amb una aparició molt feble, però que reclama la cura i l'atenció dels adults, no tenen tant de pes emocional. Per això, hem d'aconseguir que en totes les experiències dels infants siguin ells els protagonistes. En la primera infància conviure entre coses i familiaritzar-se amb diferents objectes i persones amb propòsits socials, s'aconsegueix adquirir un aprenentatge amb un significat especial.
Així doncs, res no pot ser més natural per seguir avançant i comparar diferents objectes en relació amb aquestes qualitats i el grau major o menor en què corresponen als objectes. Els primers exercicis estaven adaptats per cultivar la memòria, fet que aquests estan calculats per formar l'observació i el judici.
També poden promoure un interès per l'exercici mental i estar veritablement aliats amb els millors sentiments de la naturalesa humana. Tanmateix, però alguna cosa pot i s'ha d'intentar en aquest sentit perquè l'educació pugui revestir un caràcter més elevat que el enrregistrament mecànic de la memòria.
Fent referencia a aquests fonaments, sobre els quals l'educació moral i intel·lectual ha desfasat, la convivència d'atendre aquell sentiment poc ètic a declarar el primordial d'una naturalesa més elevada per l'infant i així el seu sentiment d'amor i confiança per enriquir i millorar els seus passos de cara a l'educació del seu futur.